# فينتشنزو دي سيينا
فينتشنزو دي سيينا أو فينشنسو (بالإيطالية: Vincenzo de Siena)‏ (1625-1679 م). إيطالي إنخرط في سلك الرهبانية الكرملية أرسلته الكنيسة مع بعثة في مهمة دينية إلى الهند الشرقية عام 1656م، وقد رافقه الأب سبستياني وآخرين. زار خلالها عدة أماكن في الدولة العثمانية منها حلب، الموصل، بغداد و البصرة وغيرها من المواضع والمدن. وعند عودته أوكلت اليه مناصب عدة في رهبنته. وقد دوَّن رحلته ونشرها تحت عنوان : رحلة إلى الهند الشرقية للأب فينتشنزو, ترجم الجزء الخاص بالعراق إلى العربية الأب الدكتور بطرس حداد.

## وفاته
توفي الأب فينتشنزو مارية دي سانتا كاترينة دي سيينا وكيل عام الحفاة الكرمليين في 5 نوفمبر/تشرين الثاني 1679م، عن عمر ناهز 54 عاماً.